# Mittenwalde (powiat Uckermark)
Mittenwalde – gmina w Niemczech, w kraju związkowym Brandenburgia, w powiecie Uckermark, wchodzi w skład urzędu Gerswalde.